# 上地港
上地港（かみちこう）は、沖縄県八重山郡竹富町の新城島（上地島）にある地方港湾である。港湾管理者は沖縄県。統計法に基づく港湾調査規則では乙種港湾に分類されている。

## 概要
上地島と下地島の2島からなる新城島のうち、北側にある上地島の北西側に位置する。日本最南端の地方港湾である。石垣島や他の島との間に定期航路はないが、石垣島 - 西表島間の旅客船（高速船）が不定期に寄航するほか、周辺海域でのダイビング船の休憩等に利用されている。
八重山列島の他の地方港湾では浮桟橋の整備が進んでいるが、当港には浮桟橋が整備されていないため、地元自治体では浮桟橋の設置を要請しており、沖縄県は2018年度（平成30年度）の事業化を目指していた。そして、2015年度には実施計画まで進んだものの、地域から計画変更の要望があったため事業は採択されなかった。竹富町では、今後の事業化は費用対効果の面から困難としている。

## 施設
- 係留施設[2]
  - 物揚場 (-3.0m) - 50m（最大対象船舶 30総トン）
  - 船揚場 - 30m